# Unité de température
 (août 2013).
Si vous disposez d'ouvrages ou d'articles de référence ou si vous connaissez des sites web de qualité traitant du thème abordé ici, merci de compléter l'article en donnant les références utiles à sa vérifiabilité et en les liant à la section « Notes et références ».
Une unité de température est une unité de mesure permettant d'exprimer la valeur d'une température. On a utilisé, selon les lieux et les époques, différentes unités permettant d'exprimer cette grandeur physique, intégrées ou non à un système d'unités :
- l'unité de température de référence, internationalement reconnue dans le cadre du Système international d'unités, est le kelvin ; elle est déclinée en multiples et sous-multiples décimaux ;
- d'autres unités de température sont ou ont été utilisées, soit pour simplifier les expressions dans des domaines d'activité spécifiques, soit pour des raisons culturelles et traditionnelles.

## Unités de température du Système international
Le Système international d'unités (SI), inspiré du système métrique, est le système d'unités le plus largement employé au monde. Il s’agit d’un système décimal (on passe d’une unité à ses multiples ou sous-multiples à l’aide de puissances de 10), sauf pour la mesure du temps. 
C’est la Conférence générale des poids et mesures, rassemblant des délégués des États membres de la Convention du Mètre, qui décide de son évolution, tous les quatre ans, à Paris. Le symbole de « Système international » est SI, quelle que soit la langue utilisée. Au sein de ce système est notamment nommée et définie l'unité de température de base reconnue internationalement : le kelvin, ainsi que ses multiples et sous-multiples décimaux et ses unités dérivées.

## Autres unités hors du Système international

### Autres mesures traditionnelles
On ne retrouve pas d'unités de température dans les anciens systèmes d'unités[réf. nécessaire] comme le système romain et les anciens systèmes français et espagnols.